# プログラムディレクター
プログラムディレクター（program director）は、教育などのサービス業界では、プログラムマネージャーのように企業の1つ以上の専門的サービスを研究、計画、開発、実装する役割を持つ職業。例えば、教育ではプログラムディレクターは、学位授与プログラムやその他の教育サービスの開発と維持に責任を持つ。 
プログラムマネジメントでは、プログラムディレクターは、プログラムの全体的な成功を担う上級マネージャーである。
専門的サービスを販売する会社でのプログラムディレクターの役割は、有形の商品を販売する会社でのプロダクトマネージャーの役割に似ている。 

## 放送
ラジオやテレビでは、プログラムディレクターかプログラミング・オブ・ディレクターが、個々のラジオ番組やテレビ番組の放送時期を決める権限を持つ。 

## 非営利団体
非営利団体のコンテキストでは、プログラムディレクターは、最高執行責任者と同じ役割を持ち、組織の1つ以上のプログラムまたはサービスを管理する責任がある。